# Seznam dílů seriálu Chicago Fire
Toto je seznam dílů seriálu Chicago Fire. Americký dramatický televizní seriál Chicago Fire vysílá stanice NBC od 10. října 2012.

## Přehled řad
| Řada | Díly | Premiéra v USA     | Premiéra v USA  | Premiéra v ČR   | Premiéra v ČR     |
| Řada | Díly | První díl          | Poslední díl    | První díl       | Poslední díl      |
| ---- | ---- | ------------------ | --------------- | --------------- | ----------------- |
| 1    | 24   | 10. října 2012     | 22. května 2013 | 5. března 2014  | 5. listopadu 2015 |
| 2    | 22   | 24. září 2013      | 13. května 2014 | nebylo vysíláno | nebylo vysíláno   |
| 3    | 23   | 23. září 2014      | 12. května 2015 | nebylo vysíláno | nebylo vysíláno   |
| 4    | 23   | 13. října 2015     | 17. května 2016 | nebylo vysíláno | nebylo vysíláno   |
| 5    | 23   | 11. října 2016     | 16. května 2017 | nebylo vysíláno | nebylo vysíláno   |
| 6    | 23   | 28. září 2017      | 10. května 2018 | nebylo vysíláno | nebylo vysíláno   |
| 7    | 22   | 26. září 2018      | 22. května 2019 | nebylo vysíláno | nebylo vysíláno   |
| 8    | 20   | 25. září 2019      | 15. dubna 2020  | nebylo vysíláno | nebylo vysíláno   |
| 9    | 16   | 11. listopadu 2020 | 26. května 2021 | nebylo vysíláno | nebylo vysíláno   |
| 10   | 22   | 22. září 2021      | 25. května 2022 | nebylo vysíláno | nebylo vysíláno   |

## Seznam dílů

### První řada (2012–2013)
| Č. v seriálu | Č. v řadě | Původní název         | Český název        | Režie              | Scénář                                                               | Premiéra v USA     | Premiéra v ČR     | Prod. kód |
| ------------ | --------- | --------------------- | ------------------ | ------------------ | -------------------------------------------------------------------- | ------------------ | ----------------- | --------- |
| 1            | 1         | Pilot                 | Smrt kamaráda      | Jeffrey Nachmanoff | Michael Brandt a Derek Haas                                          | 10. října 2012     | 5. března 2014    | 101       |
| 2            | 2         | Mon Amour             | Láska neumírá      | Tom DiCillo        | Michael Brandt a Derek Haas                                          | 17. října 2012     | 12. března 2014   | 102       |
| 3            | 3         | Professional Courtesy | Stavovská čest     | Joe Chappelle      | Matt Olmstead                                                        | 24. října 2012     | 19. března 2014   | 103       |
| 4            | 4         | One Minute            | Poslední minuta    | Gloria Muzio       | Andrea Newman                                                        | 31. října 2012     | 26. března 2014   | 104       |
| 5            | 5         | Hanging On            | Drž se             | Jean de Segonzac   | Marc Dube                                                            | 7. listopadu 2012  | 2. dubna 2014     | 105       |
| 6            | 6         | Rear View Mirror      | Je to za námi      | Joe Chappelle      | Thania St. John                                                      | 14. listopadu 2012 | 9. dubna 2014     | 106       |
| 7            | 7         | Two Families          | Dvě rodiny         | Michael Slovis     | Michael Brandt a Derek Haas                                          | 21. listopadu 2012 | 16. dubna 2014    | 107       |
| 8            | 8         | Leaving the Station   | Těžké rozhodnutí   | Constantine Makris | Bryan Oh                                                             | 5. prosince 2012   | 23. dubna 2014    | 108       |
| 9            | 9         | It Ain't Easy         | Život není fér     | Tom DiCillo        | Hilly Hicks, Jr.                                                     | 12. prosince 2012  | 30. dubna 2014    | 109       |
| 10           | 10        | Merry Christmas, Etc. | Veselé Vánoce      | Steve Shill        | Michael Gilvary                                                      | 19. prosince 2012  | 16. října 2015    | 110       |
| 11           | 11        | God Has Spoken        | Boží mlýny         | Daniel Sackheim    | Andrea Newman a Marc Dube                                            | 2. ledna 2013      | 19. října 2015    | 111       |
| 12           | 12        | Under the Knife       | Operace            | Alex Chapple       | Matt Olmstead a Ryan Rege Harris                                     | 9. ledna 2013      | 20. října 2015    | 112       |
| 13           | 13        | Warm and Dead         | Smrt v plamenech   | Alik Sakharov      | Michael Brandt a Derek Haas                                          | 30. ledna 2013     | 21. října 2015    | 113       |
| 14           | 14        | A Little Taste        | Smrtící droga      | Arthur W. Forney   | Matt Olmstead a Hilly Hicks, Jr.                                     | 6. února 2013      | 22. října 2015    | 114       |
| 15           | 15        | Nazdarovya!           | Partneři           | Joe Chappelle      | Andrea Newman                                                        | 13. února 2013     | 23. října 2015    | 115       |
| 16           | 16        | Viral                 | Sourozenci         | Michael Brandt     | Michael Gilvary                                                      | 20. února 2013     | 26. října 2015    | 116       |
| 17           | 17        | Better to Lie         | Milosrdná lež      | Joe Chappelle      | Matt Olmstead a Ryan Rege Harris                                     | 27. února 2013     | 27. října 2015    | 117       |
| 18           | 18        | Fireworks             | Hrdina             | Karen Gaviola      | Tim Talbott                                                          | 20. března 2013    | 28. října 2015    | 118       |
| 19           | 19        | A Coffin That Small   | Na poslední cestu  | Darnell Martin     | námět: Steve Chickerotis scénář: Michael Brandt a Derek Haas         | 27. března 2013    | 29. října 2015    | 119       |
| 20           | 20        | Ambition              | Ctižádost          | Arthur W. Forney   | Andrea Newman a Michael Gilvary                                      | 3. dubna 2013      | 30. října 2015    | 120       |
| 21           | 21        | Retaliation Hit       | Odvetný úder       | Jean de Segonzac   | Matt Olmstead a Hilly Hicks, Jr.                                     | 1. května 2013     | 2. listopadu 2015 | 121       |
| 22           | 22        | Leaders Lead          | Osamělost velitelů | Michael Slovis     | námět: Dick Wolf a Matt Olmstead scénář: Michael Brandt a Derek Haas | 8. května 2013     | 3. listopadu 2015 | 122       |
| 23           | 23        | Let Her Go            | Nech ji jít        | Joe Chappelle      | námět: Dick Wolf a Matt Olmstead scénář: Michael Brandt a Derek Haas | 15. května 2013    | 4. listopadu 2015 | 123       |
| 24           | 24        | A Hell of a Ride      | Pořádná jízda      | Alex Chapple       | Andrea Newman a Michael Gilvary                                      | 22. května 2013    | 5. listopadu 2015 | 124       |

### Druhá řada (2013–2014)
| Č. v seriálu | Č. v řadě | Původní název                    | Režie              | Scénář                                                               | Premiéra v USA     | Prod. kód |
| ------------ | --------- | -------------------------------- | ------------------ | -------------------------------------------------------------------- | ------------------ | --------- |
| 25           | 1         | A Problem House                  | Joe Chappelle      | Michael Brandt a Derek Haas                                          | 24. září 2013      | 201       |
| 26           | 2         | Prove It                         | Tom DiCillo        | Andrea Newman                                                        | 1. října 2013      | 202       |
| 27           | 3         | Defcon 1                         | Joe Chappelle      | Michael Gilvary                                                      | 8. října 2013      | 203       |
| 28           | 4         | A Nuisance Call                  | Steve Shill        | Matt Olmstead a Hilly Hicks, Jr.                                     | 15. října 2013     | 204       |
| 29           | 5         | A Power Move                     | Jann Turner        | Andi Bushell                                                         | 22. října 2013     | 205       |
| 30           | 6         | Joyriding                        | Steve Shill        | Derek Haas a Tim Talbott                                             | 12. listopadu 2013 | 206       |
| 31           | 7         | No Regrets                       | Michael Slovis     | Michael Brandt a Ryan Rege Harris                                    | 19. listopadu 2013 | 207       |
| 32           | 8         | Rhymes With Shout                | Joe Chappelle      | Andrea Newman                                                        | 26. listopadu 2013 | 208       |
| 33           | 9         | You Will Hurt Him                | Sanford Bookstaver | Michael Gilvary                                                      | 3. prosince 2013   | 209       |
| 34           | 10        | Not Like This                    | Alex Chapple       | Michael Brandt a Derek Haas                                          | 10. prosince 2013  | 210       |
| 35           | 11        | Shoved In My Face                | Jean de Segonzac   | Hilly Hicks, Jr.                                                     | 7. ledna 2014      | 211       |
| 36           | 12        | Out With a Bang                  | Alik Sakharov      | Andrea Newman                                                        | 14. ledna 2014     | 212       |
| 37           | 13        | Tonight's the Night              | Jann Turner        | Derek Haas a Tim Talbott                                             | 21. ledna 2014     | 213       |
| 38           | 14        | Virgin Skin                      | Karen Gaviola      | Michael Brandt a Ryan Rege Harris                                    | 25. února 2014     | 214       |
| 39           | 15        | Keep Your Mouth Shut             | Holly Dale         | Michael Gilvary                                                      | 4. března 2014     | 215       |
| 40           | 16        | A Rocket Blasting Off            | Sanford Bookstaver | Matt Olmstead a Hilly Hicks, Jr.                                     | 11. března 2014    | 216       |
| 41           | 17        | When Things Got Rough            | Jann Turner        | Andrea Newman                                                        | 18. března 2014    | 217       |
| 42           | 18        | Until Your Feet Leave the Ground | Michael Slovis     | Matt Olmstead a Mick Betancourt                                      | 8. dubna 2014      | 218       |
| 43           | 19        | A Heavy Weight                   | Reza Tabrizi       | Michael Gilvary                                                      | 15. dubna 2014     | 219       |
| 44           | 20        | A Dark Day                       | Joe Chappelle      | námět: Dick Wolf a Matt Olmstead scénář: Michael Brandt a Derek Haas | 29. dubna 2014     | 220       |
| 45           | 21        | One More Shot                    | Jean de Segonzac   | Andrea Newman                                                        | 6. května 2014     | 221       |
| 46           | 22        | Real Never Waits                 | Michael Brandt     | Michael Brandt a Derek Haas                                          | 13. května 2014    | 222       |

### Třetí řada (2014–2015)
| Č. v seriálu | Č. v řadě | Původní název                        | Režie              | Scénář                                                                     | Premiéra v USA     | Prod. kód |
| ------------ | --------- | ------------------------------------ | ------------------ | -------------------------------------------------------------------------- | ------------------ | --------- |
| 47           | 1         | Always                               | Joe Chappelle      | Michael Brandt a Derek Haas                                                | 23. září 2014      | 301       |
| 48           | 2         | Wow Me                               | Tom DiCillo        | Andrea Newman                                                              | 30. září 2014      | 302       |
| 49           | 3         | Just Drive the Truck                 | Sanford Bookstaver | Michael Gilvary                                                            | 7. října 2014      | 303       |
| 50           | 4         | Apologies Are Dangerous              | Steve Shill        | Michael Brandt a Ryan Rege Harris                                          | 14. října 2014     | 304       |
| 51           | 5         | The Nuclear Option                   | Joe Chappelle      | Tim Talbott                                                                | 21. října 2014     | 305       |
| 52           | 6         | Madmen and Fools                     | Rod Holcomb        | Tiller Russell                                                             | 28. října 2014     | 306       |
| 53           | 7         | Nobody Touches Anything              | Alex Chapple       | námět: Dick Wolf a Jill Weinberger scénář: Matt Olmstead a Jill Weinberger | 11. listopadu 2014 | 307       |
| 54           | 8         | Chopper                              | Jann Turner        | Derek Haas a Michael A. O'Shea                                             | 18. listopadu 2014 | 308       |
| 55           | 9         | Arrest in Transit                    | Jean de Segonzac   | Andrea Newman                                                              | 25. listopadu 2014 | 309       |
| 56           | 10        | Santa Bites                          | Holly Dale         | Michael Brandt a Derek Haas                                                | 2. prosince 2014   | 310       |
| 57           | 11        | Let Him Die                          | Steve Shill        | Michael Gilvary                                                            | 6. ledna 2015      | 311       |
| 58           | 12        | Ambush PredatorStory                 | Joe Chappelle      | námět: Steve Chikerotis a Tiller Russell scénář: Tiller Russell            | 13. ledna 2015     | 312       |
| 59           | 13        | Three Bells                          | Arthur W. Forney   | Jill Weinberger                                                            | 3. února 2015      | 313       |
| 60           | 14        | Call It Paradise                     | Reza Tabrizi       | Matt Olmstead a Michael A. O'Shea                                          | 10. února 2015     | 314       |
| 61           | 15        | Headlong Toward Disaster             | Joe Chappelle      | Michael Gilvary                                                            | 17. února 2015     | 315       |
| 62           | 16        | Red Rag the Bull                     | Sanford Bookstaver | Tiller Russell                                                             | 3. března 2015     | 316       |
| 63           | 17        | Forgive You Anything                 | Reza Tabrizi       | námět: Dick Wolf a Matt Olmstead scénář: Andrea Newman                     | 10. března 2015    | 317       |
| 64           | 18        | Forgiving, Relentless, Unconditional | Karyn Kusama       | Michael A. O'Shea a Jill Weinberger                                        | 17. března 2015    | 318       |
| 65           | 19        | I Am the Apocalypse                  | Joe Chappelle      | námět: Dick Wolf a Matt Olmstead scénář: Michael Brandt a Derek Haas       | 7. dubna 2015      | 319       |
| 66           | 20        | You Know Where to Find Me            | Jean de Segonzac   | Michael Gilvary                                                            | 21. dubna 2015     | 320       |
| 67           | 21        | We Called Her Jellybean              | Joe Chappelle      | námět: Matt Olmstead a Tiller Russell scénář: Tiller Russell               | 28. dubna 2015     | 321       |
| 68           | 22        | Category 5                           | Dan Lerner         | Andrea Newman                                                              | 5. května 2015     | 322       |
| 69           | 23        | Spartacus                            | Michael Brandt     | Michael Brandt a Derek Haas                                                | 12. května 2015    | 323       |

### Čtvrtá řada (2015–2016)
| Č. v seriálu | Č. v řadě | Původní název              | Režie              | Scénář                                                                       | Premiéra v USA     | Prod. kód |
| ------------ | --------- | -------------------------- | ------------------ | ---------------------------------------------------------------------------- | ------------------ | --------- |
| 70           | 1         | Let It Burn                | Joe Chappelle      | Andrea Newman a Michael Gilvary                                              | 13. října 2015     | 401       |
| 71           | 2         | A Taste of Panama City     | Sanford Bookstaver | Tiller Russell                                                               | 20. října 2015     | 402       |
| 72           | 3         | I Walk Away                | Tom DiCillo        | Sarah Kucserka a Veronica West                                               | 27. října 2015     | 403       |
| 73           | 4         | Your Day Is Coming         | Reza Tabrizi       | Jill Weinberger                                                              | 3. listopadu 2015  | 404       |
| 74           | 5         | Regarding This Wedding     | Joe Chappelle      | Michael A. O'Shea                                                            | 10. listopadu 2015 | 405       |
| 75           | 6         | 2112                       | Holly Dale         | Ian McCulloch                                                                | 17. listopadu 2015 | 406       |
| 76           | 7         | Sharp Elbows               | Dan Lerner         | Tiller Russell, Liz Alper a Ally Seibert                                     | 24. listopadu 2015 | 407       |
| 77           | 8         | When Tortoises Fly         | Haze Bergeron      | Michael Gilvary                                                              | 1. prosince 2015   | 408       |
| 78           | 9         | Short and Fat              | Joe Chappelle      | Michael Brandt a Derek Haas                                                  | 8. prosince 2015   | 409       |
| 79           | 10        | The Beating Heart          | Reza Tabrizi       | Andrea Newman                                                                | 5. ledna 2016      | 410       |
| 80           | 11        | The Path of Destruction    | Drucilla Carlson   | Sarah Kucserka a Veronica West                                               | 19. ledna 2016     | 411       |
| 81           | 12        | Not Everyone Makes It      | Reza Tabrizi       | Tiller Russell                                                               | 26. ledna 2016     | 412       |
| 82           | 13        | The Sky Is Falling         | Joe Chappelle      | Michael Brandt a Michael A. O'She                                            | 2. února 2016      | 413       |
| 83           | 14        | All Hard Parts             | Sanford Bookstaver | Jill Weinberger                                                              | 9. února 2016      | 414       |
| 84           | 15        | Bad For the Soul           | Jann Turner        | Andrea Newman a Michael Gilvary                                              | 16. února 2016     | 415       |
| 85           | 16        | Two Ts                     | Reza Tabrizi       | Derek Haas a Ian McCulloch                                                   | 23. února 2016     | 416       |
| 86           | 17        | What Happened to Courtney  | Jeffrey Hunt       | námět: Matt Olmstead scénář: Liz Alper a Ally Seibert                        | 29. března 2016    | 417       |
| 87           | 18        | On the Warpath             | Joe Chappelle      | Sarah Kucserka a Veronica West                                               | 5. dubna 2016      | 418       |
| 88           | 19        | I Will Be Walking          | Sanford Bookstaver | Tiller Russell                                                               | 19. dubna 2016     | 419       |
| 89           | 20        | The Last One for Mom       | Fred Berner        | námět: Matt Olmstead scénář: Gwen Sigan                                      | 26. dubna 2016     | 420       |
| 90           | 21        | Kind of a Crazy Idea       | Joe Chappelle      | Andrea Newman a Michael Gilvary                                              | 3. května 2016     | 421       |
| 91           | 22        | Where the Collapse Started | Sanford Bookstaver | Sarah Kucserka a Veronica West                                               | 10. května 2016    | 422       |
| 92           | 23        | Superhero                  | Michael Brandt     | námět: Ian McCulloch a Michael A. O'Shea scénář: Michael Brandt a Derek Haas | 17. května 2016    | 423       |

### Pátá řada (2016–2017)
| Č. v seriálu | Č. v řadě | Původní název              | Režie                   | Scénář                                    | Premiéra v USA     | Prod. kód |
| ------------ | --------- | -------------------------- | ----------------------- | ----------------------------------------- | ------------------ | --------- |
| 93           | 1         | The Hose or the Animal     | Joe Chappelle           | Michael Brandt a Derek Haas               | 11. října 2016     | 501       |
| 94           | 2         | A Real Wake-Up Call        | Reza Tabrizi            | Andrea Newman a Michael Gilvary           | 18. října 2016     | 502       |
| 95           | 3         | Scorched Earth             | Joe Chappelle           | Sarah Kucserka a Veronica West            | 25. října 2016     | 503       |
| 96           | 4         | Nobody Else is Dying Today | Sanford Bookstaver      | Jill Weinberger                           | 1. listopadu 2016  | 504       |
| 97           | 5         | I Held Her Hand            | Reza Tabrizi            | Roger Grant                               | 15. listopadu 2016 | 505       |
| 98           | 6         | That Day                   | Dan Lerner              | Michael A. O'Shea                         | 22. listopadu 2016 | 506       |
| 99           | 7         | Lift Each Other            | Alex Chapple            | Liz Alper a Ally Seibert                  | 29. listopadu 2016 | 507       |
| 100          | 8         | One Hundred                | Joe Chappelle           | Michael Brandt a Derek Haas               | 6. prosince 2016   | 508       |
| 101          | 9         | Some Make It, Some Don't   | Drucilla Carlson        | Andrea Newman                             | 3. ledna 2017      | 509       |
| 102          | 10        | The People We Meet         | David Rodriguez         | Sarah Kucserka a Veronica West            | 17. ledna 2017     | 510       |
| 103          | 11        | Who Lives and Who Dies     | Haze J. F. Bergeron III | Michael Gilvary                           | 24. ledna 2017     | 511       |
| 104          | 12        | An Agent of the Machine    | Jann Turner             | Jill Weinberger                           | 7. února 2017      | 512       |
| 105          | 13        | Trading in Scuttlebutt     | Reza Tabrizi            | Roger Grant                               | 14. února 2017     | 513       |
| 106          | 14        | Purgatory                  | Joe Chappelle           | Michael Brandt a Derek Haas               | 21. února 2017     | 514       |
| 107          | 15        | Deathtrap                  | Joe Chappelle           | Andrea Newman                             | 1. března 2017     | 515       |
| 108          | 16        | Telling Her Goodbye        | Reza Tabrizi            | Michael A. O'Shea                         | 21. března 2017    | 516       |
| 109          | 17        | Babies and Fools           | Holly Dale              | Michael Gilvary, Liz Alper a Ally Seibert | 28. března 2017    | 517       |
| 110          | 18        | Take a Knee                | Joe Chappelle           | Michael Brandt a Derek Haas               | 4. dubna 2017      | 518       |
| 111          | 19        | Carry Their Legacy         | Reza Tabrizi            | Michael A. O'Shea                         | 25. dubna 2017     | 519       |
| 112          | 20        | Carry Me                   | Eric Laneuville         | Jill Weinberger                           | 2. května 2017     | 520       |
| 113          | 21        | Sixty Days                 | Sanford Bookstaver      | Michael Gilvary                           | 9. května 2017     | 521       |
| 114          | 22        | My Miracle                 | Michael Brandt          | Michael Brandt a Derek Haas               | 16. května 2017    | 522       |

### Šestá řada (2017–2018)
| Č. v seriálu | Č. v řadě | Původní název                      | Režie              | Scénář                                      | Premiéra v USA    | Prod. kód |
| ------------ | --------- | ---------------------------------- | ------------------ | ------------------------------------------- | ----------------- | --------- |
| 115          | 1         | It Wasn't Enough                   | Reza Tabrizi       | Derek Haas                                  | 28. září 2017     | 601       |
| 116          | 2         | Ignite on Contact                  | John Hyams         | Andrea Newman                               | 5. října 2017     | 602       |
| 117          | 3         | An Even Bigger Surprise            | Sanford Bookstaver | Jill Weinberger                             | 12. října 2017    | 603       |
| 118          | 4         | A Breaking Point                   | Matt Earl Beesley  | Michael A. O'Shea                           | 19. října 2017    | 604       |
| 119          | 5         | Devil's Bargain                    | Jono Oliver        | Michael Gilvary                             | 26. října 2017    | 605       |
| 120          | 6         | Down is Better                     | Reza Tabrizi       | Derek Haas                                  | 2. listopadu 2017 | 606       |
| 121          | 7         | A Man's Legacy                     | Joe Chappelle      | Alvaro Rodriguez                            | 4. ledna 2018     | 607       |
| 122          | 8         | The Whole Point of Being Roommates | Stephen Cragg      | Jamila Daniel                               | 11. ledna 2018    | 608       |
| 123          | 9         | Foul is Fair                       | Sanford Bookstaver | Derek Haas                                  | 18. ledna 2018    | 609       |
| 124          | 10        | Slamigan                           | Bill Johnson       | Andrea Newman                               | 25. ledna 2018    | 610       |
| 125          | 11        | Law of the Jungle                  | Reza Tabrizi       | Michael A. O'Shea                           | 1. února 2018     | 611       |
| 126          | 12        | The F is For                       | James Hanlon       | Jill Weinberger                             | 1. března 2018    | 612       |
| 127          | 13        | Hiding Not Seeking                 | Leslie Libman      | Derek Haas, Andrea Newman a Michael Gilvary | 8. března 2018    | 613       |
| 128          | 14        | Looking for a Lifeline             | Joe Chappelle      | Derek Haas                                  | 22. března 2018   | 614       |
| 129          | 15        | The Chance to Forgive              | Reza Tabrizi       | Michael A. O'Shea a Jamila Daniel           | 22. března 2018   | 615       |
| 130          | 16        | The One that Matters the Most      | Bill Johnson       | Michael Gilvary                             | 29. března 2018   | 616       |
| 131          | 17        | Put White on Me                    | Matt Earl Beesley  | námět: Jill Weinberger scénář: Derek Hass   | 5. dubna 2018     | 617       |
| 132          | 18        | When They See Us Coming            | Lin Oeding         | Andrea Newman & Michael Gilvary             | 12. dubna 2018    | 618       |
| 133          | 19        | Where I Want to Be                 | Eric Laneuville    | Michael A. O'Shea                           | 19. dubna 2018    | 619       |
| 134          | 20        | The Strongest Among Us             | Reza Tabrizi       | Derek Haas                                  | 26. dubna 2018    | 620       |
| 135          | 21        | The Unrivaled Standard             | Joe Chappelle      | Jeff Drayer                                 | 3. května 2018    | 621       |
| 136          | 22        | One for the Ages                   | Leslie Libman      | Michael Gilvary a Andrea Newman             | 10. května 2018   | 622       |
| 137          | 23        | The Grand Gesture                  | Reza Tabizi        | Derek Hass                                  | 10. května 2018   | 623       |

### Sedmá řada (2018–2019)
| Č. v seriálu | Č. v řadě | Původní název                  | Režie              | Scénář                          | Premiéra v USA     | Prod. kód |
| ------------ | --------- | ------------------------------ | ------------------ | ------------------------------- | ------------------ | --------- |
| 138          | 1         | A Closer Eye                   | Sandra Bookstaver  | Derek Haas                      | 26. září 2018      | 701       |
| 139          | 2         | Going to War                   | Reza Tabrizi       | Andrea Newman a Michael Gilvary | 3. října 2018      | 702       |
| 140          | 3         | Thirty Percent Sleight of Hand | Eric Laneuville    | Michael A. O'Shea               | 10. října 2018     | 703       |
| 141          | 4         | This Isn't Charity             | Batan Silva        | Matt Whitney                    | 17. října 2018     | 704       |
| 142          | 5         | A Volatile Mixture             | Sanford Bookstaver | Andrea Newman                   | 24. října 2018     | 705       |
| 143          | 6         | All the Proof                  | Leslie Libman      | Jamila Daniel                   | 31. října 2018     | 706       |
| 144          | 7         | What Will Define You           | Olivia Newman      | Michael A. O'Shea               | 7. listopadu 2018  | 707       |
| 145          | 8         | The Solution to Everything     | Mark Tinker        | Michael Gilvary                 | 14. listopadu 2018 | 708       |
| 146          | 9         | Always a Catch                 | Reza Tabrizi       | Derek Haas                      | 5. prosince 2018   | 709       |
| 147          | 10        | Inside These Walls             | Jono Oliver        | Matt Whitney                    | 9. ledna 2019      | 710       |
| 148          | 11        | You Choose                     | Paul McCrane       | Jamila Daniel                   | 16. ledna 2019     | 711       |
| 149          | 12        | Make This Right                | Milena Govich      | Andrea Newman                   | 23. ledna 2019     | 712       |
| 150          | 13        | The Plunge                     | Leslie Libman      | Michael A. O'Shea               | 6. února 2019      | 713       |
| 151          | 14        | It Wasn't About Hockey         | Carl Seaton        | Elizabeth Sherman a Derek Haas  | 13. února 2019     | 714       |
| 152          | 15        | What I Saw                     | Reza Tabrizi       | Andrea Newman a Michael Gilvary | 20. února 2019     | 715       |
| 153          | 16        | Fault in Him                   | Eric Laneuville    | Matt Whitney                    | 27. února 2019     | 716       |
| 154          | 17        | Move a Wall                    | Olivia Newman      | Derek Haas                      | 27. března 2019    | 717       |
| 155          | 18        | No Such Thing as Bad Luck      | Jann Turner        | Michael Gilvary                 | 3. dubna 2019      | 718       |
| 156          | 19        | Until the Weather Breaks       | Reza Tabrizi       | Michael O'Shea                  | 24. dubna 2019     | 719       |
| 157          | 20        | Try Like Hell                  | Stephen Cragg      | Matt Whitney a Jamila Daniel    | 8. května 2019     | 720       |
| 158          | 21        | The White Whale                | Joe Chappelle      | Andrea Newman a Michael Gilvary | 15. května 2019    | 721       |
| 159          | 22        | I'm Not Leaving You            | Reza Tabrizi       | Derek Haas                      | 22. května 2019    | 722       |

### Osmá řada (2019–2020)
| Č. v seriálu | Č. v řadě | Původní název                     | Režie              | Scénář                                                                         | Premiéra v USA     | Prod. kód |
| ------------ | --------- | --------------------------------- | ------------------ | ------------------------------------------------------------------------------ | ------------------ | --------- |
| 160          | 1         | Sacred Ground                     | Reza Tabrizi       | Derek Haas                                                                     | 25. září 2019      | 801       |
| 161          | 2         | A Real Shot in the Arm            | Sanford Bookstaver | Andrea Newman a Michael Gilvary                                                | 2. října 2019      | 802       |
| 162          | 3         | Bandland                          | Olivia Newman      | Michael A. O'Shea                                                              | 9. října 2019      | 803       |
| 163          | 4         | Infection: Part I                 | Reza Tabrizi       | námět: Dick Wolf a Derek Haas scénář: Derek Haas                               | 16. října 2019     | 804       |
| 164          | 5         | Buckle Up                         | Leslie Libman      | Matt Whitney                                                                   | 23. října 2019     | 805       |
| 165          | 6         | What Went Wrong                   | Sanford Bookstaver | Jamila Daniel                                                                  | 30. října 2019     | 806       |
| 166          | 7         | Welcome to Crazytown              | Carl Seaton        | Andrea Newman a Michael Gilvary                                                | 6. listopadu 2019  | 807       |
| 167          | 8         | Seeing is Believing               | Eric Laneuville    | Ron McCants                                                                    | 13. listopadu 2019 | 808       |
| 168          | 9         | Best Friend Magic                 | Reza Tabrizi       | Derek Haas                                                                     | 20. listopadu 2019 | 809       |
| 169          | 10        | Hold Our Ground                   | Matt Earl Beesley  | Michael A. O'Shea                                                              | 8. ledna 2020      | 810       |
| 170          | 11        | Where We End Up                   | Batan Silva        | Matt Whitney                                                                   | 15. ledna 2020     | 811       |
| 171          | 12        | Then Nick Porter Happened         | Reza Tabrizi       | Andrea Newman a Michael Gilvary                                                | 22. ledna 2020     | 812       |
| 172          | 13        | A Chicago Welcome                 | Paul McCrane       | Derek Haas                                                                     | 5. února 2020      | 813       |
| 173          | 14        | Shut It Down                      | Leslie Libman      | Neil McCormack                                                                 | 12. února 2020     | 814       |
| 174          | 15        | Off The Grid                      | Reza Tabrizi       | Matt Whitney                                                                   | 26. února 2020     | 815       |
| 175          | 16        | The Tendency of a Drowning Victim | Matt Earl Beesley  | Andrea Newman a Michael Gilvary                                                | 4. března 2020     | 816       |
| 176          | 17        | Protect a Child                   | Brenna Malloy      | Derek Haas                                                                     | 18. března 2020    | 817       |
| 177          | 18        | I'll Cover Your                   | Eric Laneuville    | námět: Ron McCants a Michael A. O'Shea scénář: Michael Gilvary a Andrea Newman | 25. března 2020    | 818       |
| 178          | 19        | Light Things Up                   | Nicole Rubio       | Elizabeth Sherman                                                              | 8. dubna 2020      | 819       |
| 179          | 20        | 51's Original Bell                | Eric Laneuville    | Matt Whitney                                                                   | 15. dubna 2020     | 820       |

### Devátá řada (2020–2021)
| Č. v seriálu | Č. v řadě | Původní název               | Režie             | Scénář                                      | Premiéra v USA     | Prod. kód |
| ------------ | --------- | --------------------------- | ----------------- | ------------------------------------------- | ------------------ | --------- |
| 180          | 1         | Rattle Second City          | Reza Tabrizi      | Derek Haas                                  | 11. listopadu 2020 | 901       |
| 181          | 2         | That Kind of Heat           | Reza Tabrizi      | Andrea Newman a Michael Gilvary             | 18. listopadu 2020 | 902       |
| 182          | 3         | Smash Therapy               | Eric Laneuville   | Matt Whitney                                | 13. ledna 2021     | 903       |
| 183          | 4         | Funny What Things Remind Us | Matt Earl Beesley | Elizabeth Sherman                           | 27. ledna 2021     | 904       |
| 184          | 5         | My Lucky Day                | Reza Tabrizi      | Michael Gilvary, Andrea Newman a Derek Haas | 3. února 2021      | 905       |
| 185          | 6         | Blow This Up Somehow        | Matt Earl Beesley | Andrea Newman a Michael Gilvary             | 10. února 2021     | 906       |
| 186          | 7         | Dead of Winter              | Brenna Malloy     | Kimberly Ndombe                             | 17. února 2021     | 907       |
| 187          | 8         | Escape Route                | Matt Earl Beesley | Neil McCormack                              | 10. března 2021    | 908       |
| 188          | 9         | Double Red                  | Reza Tabrizi      | Derek Haas                                  | 17. března 2021    | 909       |
| 189          | 10        | One Crazy Shift             | Milena Govich     | Ashley Cooper                               | 31. března 2021    | 910       |
| 190          | 11        | A Couple Hundred Degrees    | Brenna Malloy     | Andrea Newman a Michael Gilvary             | 7. dubna 2021      | 911       |
| 191          | 12        | Natural Born Firefighter    | Eric Laneuville   | Matt Whitney                                | 21. dubna 2021     | 912       |
| 192          | 13        | Don't Hang Up               | Reza Tabrizi      | Derek Haas                                  | 5. května 2021     | 913       |
| 193          | 14        | What Comes Next             | Eric Laneuville   | Elizabeth Sherman                           | 12. května 2021    | 914       |
| 194          | 15        | A White-Knuckle Panic       | Reza Tabrizi      | Andrea Newman a Michael Gilvary             | 19. května 2021    | 915       |
| 195          | 16        | No Survivors                | Lisa Robinson     | Derek Haas                                  | 26. května 2021    | 916       |

### Desátá řada (2021–2022)
| Č. v seriálu | Č. v řadě | Původní název                   | Režie             | Scénář                                                           | Premiéra v USA     | Prod. kód |
| ------------ | --------- | ------------------------------- | ----------------- | ---------------------------------------------------------------- | ------------------ | --------- |
| 196          | 1         | Mayday                          | Reza Tabrizi      | Andrea Newman a Michael Gilvary                                  | 22. září 2021      | 1001      |
| 197          | 2         | Head Count                      | Matt Earl Beesley | Matt Whitney                                                     | 29. září 2021      | 1002      |
| 198          | 3         | Counting Your Breaths           | Heather Cappiello | Elizabeth Sherman                                                | 6. října 2021      | 1003      |
| 199          | 4         | The Right Thing                 | Stephen Cragg     | Andrea Newman a Michael Gilvary                                  | 13. října 2021     | 1004      |
| 200          | 5         | Two Hundred                     | Reza Tabrizi      | Derek Haas                                                       | 20. října 2021     | 1005      |
| 201          | 6         | Dead Zone                       | Matt Earl Beesley | Ashley Cooper                                                    | 27. října 2021     | 1006      |
| 202          | 7         | Whom Shall I Fear?              | Reza Tabrizi      | Victor Teran                                                     | 3. listopadu 2021  | 1007      |
| 203          | 8         | What Happened at Whiskey Point? | Stephen Cragg     | Andrea Newman a Michael Gilvary                                  | 10. listopadu 2021 | 1008      |
| 204          | 9         | Winterfest                      | Reza Tabrizi      | Derek Haas                                                       | 8. prosince 2021   | 1009      |
| 205          | 10        | Back with a Bang                | Matt Earl Beesley | Andrea Newman a Michael Gilvary                                  | 5. ledna 2022      | 1010      |
| 206          | 11        | Fog of War                      | Lisa Robinson     | Matt Whitney                                                     | 12. ledna 2022     | 1011      |
| 207          | 12        | Show of Force                   | Lisa Demaine      | námět: Elizabeth Sherman scénář: Andrea Newman a Michael Gilvary | 19. ledna 2022     | 1012      |
| 208          | 13        | Fire Cop                        | Kantú Lentz       | Andrea Newman a Michael Gilvary                                  | 23. února 2022     | 1013      |
| 209          | 14        | An Officer with Grit            | Stephen Cragg     | Matt Demblowski                                                  | 2. března 2022     | 1014      |
| 210          | 15        | The Missing Piece               | Daniel Willis     | Andrea Newman a Michael Gilvary                                  | 9. března 2022     | 1015      |
| 211          | 16        | Hot and Fast                    | Lisa Demaine      | Elizabeth Sherman                                                | 16. března 2022    | 1016      |
| 212          | 17        | Keep You Safe                   | Reza Tabrizi      | Ashley Cooper                                                    | 6. dubna 2022      | 1017      |